# Indecisão
Uma indecisão é geralmente um estado emocional de aflição em que uma pessoa não consegue escolher uma das opções em que ela é submetida. Pode ser desde coisas simples, como uma cor ou modelo de bolsa, até alguma decisão em que poderá mudar diretamente ou drásticamente a vida da pessoa. Caso a opção que a pessoa vá escolher não seja pensada com calma (o que isso poderá mudar na vida da pessoa, consequências, perdas, ganhos, vantagens, desvantagens e etc.), poderá ocorrer o arrependimento da parte da pessoa, e talvez, ela não poderá mais escolher outras opções.
Principalmente quando esta decisão envolver outras pessoas.
Pensar antes de agir é o melhor remédio para a Indecisão!